# ميشيل كورمير (لاعب هوكي جليد)
ميشيل كورميّر هو لاعب هوكي جليد كندي، ولد في 22 ديسمبر 1945.

## وصلات خارجية
- ميشيل كورميّر على موقع EliteProspects.com (الإنجليزية)
- ميشيل كورميّر على موقع HockeyDB.com (الإنجليزية)
- ميشيل كورميّر على موقع Hockey-Reference.com (الإنجليزية)